# Zanim słońce wstanie
Zanim słońce wstanie – debiutancki singel Ramony Rey z jej pierwszego albumu Ramona Rey (2006). Utwór wydany był w czerwcu 2005. W nagraniu gościnnie wystąpił Sztyku. Motyw utworu wykorzystano w reklamie wody mineralnej Żywiec-Zdrój.
Utwór zajął 13. miejsce na liście przebojów Programu Trzeciego. Znalazł się również na składance Viva Hits Vol. 2 z 2006 roku.

## Teledysk
Teledysk, którego reżyserią zajął się Łukasz Kośmicki, nominowano w dwóch kategoriach do nagrody Yach Film.